# Carathéodorys konstruktion
Carathéodorys konstruktionen är en effektiv metod i måtteori för att konstruera Borels yttre mått i metriska rum som kallas yttre Carathéodorymåttet. Metoden uppkallat efter grekisk matematikern Constantin Carathéodory.
Carathéodorys idé var att använda den metriska strukturen så att vi täcka en mängd med vissa testmängder och "mäta" dem med ett testmått. Sedan definierar man måttet på samma sätt som Lebesguemåttet.

## Definitioner
Först behövs några definitioner för konstruktionen. Låt {\displaystyle (X,d)\,} vara ett metriskt rum.
Mängden {\displaystyle {\mathcal {F}}\subset {\mathcal {P}}(X)} är en testmängdfamilj om det för varje {\displaystyle \delta >0\,} finns mängder {\displaystyle F_{i}\in {\mathcal {F}}} så att
{\displaystyle X=\bigcup _{i=1}^{\infty }F_{i}} och {\displaystyle d(F_{i})\leq \delta },
för alla {\displaystyle i\in \mathbb {N} }. {\displaystyle d(A)\,} är diametern för {\displaystyle A\,}.
Låt {\displaystyle {\mathcal {F}}} vara en testmängdfamilij. Funktionen {\displaystyle \zeta :{\mathcal {F}}\rightarrow [0,\infty ]} är ett testmått om det för varje {\displaystyle \delta >0\,} finns en mängd {\displaystyle F\in {\mathcal {F}}} så att
{\displaystyle d(F)\leq \delta } och {\displaystyle \zeta (F)\leq \delta }.
Om {\displaystyle \delta >0\,}, definierar man att en uppräknelig familj {\displaystyle {\mathcal {E}}} är en {\displaystyle \delta \,}-övertäckning för mängden {\displaystyle A\subset X\,} om
{\displaystyle A\subset \bigcup _{E\in {\mathcal {E}}}{\mathcal {E}}} och {\displaystyle d(E)\leq \delta \,}
för alla {\displaystyle E\in {\mathcal {E}}}.

## Konstruktion
Låt {\displaystyle (X,d)\,} vara ett metriskt rum, {\displaystyle {\mathcal {F}}} en testmängdfamilij och {\displaystyle \zeta :{\mathcal {F}}\rightarrow [0,\infty ]} ett testmått.
För {\displaystyle \delta >0\,} och {\displaystyle A\subset X\,} definierar vi
{\displaystyle {\mathcal {C}}_{\delta }(A):=\inf \left\{\sum _{E\in {\mathcal {E}}}\zeta (E):{\mathcal {E}}\subset {\mathcal {F}}{\mbox{ är }}A{\mbox{:s }}\delta {\mbox{-overtäckning}}\right\}}
Eftersom {\displaystyle {\mathcal {F}}} är en testmängdfamilj finns det även en {\displaystyle \delta \,}-övertäckning för X. Så att {\displaystyle {\mathcal {C}}_{\delta }\,} är en funktion
{\displaystyle {\mathcal {C}}_{\delta }:{\mathcal {P}}(X)\rightarrow [0,\infty ]},
som kallas {\displaystyle \delta \,}-Carathéodoryinnehållet.
Om {\displaystyle A\subset X\,} och {\displaystyle \delta \downarrow 0} finns det mindre {\displaystyle \delta \,}-övertackningar för {\displaystyle A\,}, dvs funktionen {\displaystyle \delta \mapsto {\mathcal {C}}_{\delta }(A)} är växande när {\displaystyle \delta \downarrow 0}. Därför existerar gränsvärden {\displaystyle \lim _{\delta \downarrow 0}{\mathcal {C}}_{\delta }(A)}, dvs vi kan definiera gränsfunktionen
{\displaystyle {\mathcal {C}}:=\lim _{\delta \downarrow 0}{\mathcal {C}}_{\delta }},
som kallas yttre Carathéodorymåttet.
Man kan visa att yttre Carathéodorymåttet är ett Borel yttre mått och om {\displaystyle {\mathcal {F}}\subset {\mbox{Bor}}\,X} så är yttre Carathéodorymåttet ett Borelregelbundet yttre mått.

## Exempel
Carathéodorys konstruktion är en mycket effektiv metod, då man kan definiera många naturliga mått med det.

### Yttre Hausdorffmått
Huvudartikel: Hausdorffmått.
Det viktigaste exemplet är det s-dimensionella yttre Hausdorffmåttet. Konstrionen går till så att testmängderna är alla mängder och testmåttet är diametern upphöjat till s.
Mer precist, om {\displaystyle s\geq 0\,} och
- metriska rummet {\displaystyle (X,d)\,} är separabelt,
- testmängdfamiljen är {\displaystyle {\mathcal {F}}={\mathcal {P}}(X)} och
- testmåttet {\displaystyle \zeta (F)=d(F)^{s}\,} för {\displaystyle F\in {\mathcal {F}}}

så är {\displaystyle \delta \,}-Carathéodoryinnehållet det s-dimensionella {\displaystyle \delta \,}-Hausdorffinnehållet
{\displaystyle {\mathcal {C}}_{\delta }={\mathcal {H}}_{\delta }^{s}\,}
och yttre Carathéodorymåttet det s-dimensionella yttre Hausdorffmåttet
{\displaystyle {\mathcal {C}}={\mathcal {H}}^{s}\,}.

### Yttre Lebesguemått
Huvudartikel: Lebesguemått.
Andra exempel är det n-dimensionella yttre Lebesguemåttet som är {\displaystyle \infty \,}-Carathéodoryinnehållet i {\displaystyle \mathbb {R} ^{n}}. Vi konstruerar det så att alla n-intervall är testmängder och testmåttet är det geometriska måttet för n-intervall.
Mer precist, om {\displaystyle n\in \mathbb {N} } och
- metriska rummet {\displaystyle (X,d)=(\mathbb {R} ^{n},|\cdot -\cdot |)\,},
- testmängdfamiljen är {\displaystyle {\mathcal {F}}={\mathcal {I}}^{n}} (familjen av alla n-intervall) och
- testmåttet är geometriska måttet {\displaystyle \zeta (I)=\mu (I)\,} för {\displaystyle I\in {\mathcal {F}}}

så är {\displaystyle \infty \,}-Carathéodoryinnehållet det n-dimensionella yttre Lebesguemåttet
{\displaystyle {\mathcal {C}}_{\infty }={\mathcal {L}}_{n}^{*}.\,}

### Yttre Favardmått
Huvudartikel: Favardmått.
Ett speciellt exempel för Carathéodorys konstruktion är att man kan konstruera Favardmåttet i {\displaystyle \mathbb {R} ^{n}} med det. Vi konstruerar det så att alla Borelmängder är testmängder och testmåttet är en speciellt integralen definierad med hjälp av Grassmannmåttet.
Mer precist, om {\displaystyle n\in \mathbb {N} }, {\displaystyle 0<m<n\,}, {\displaystyle t\in [0,\infty ]\,} och
- metriska rummet {\displaystyle (X,d)=(\mathbb {R} ^{n},|\cdot -\cdot |)\,},
- testmängdfamiljen är {\displaystyle {\mathcal {F}}={\mbox{Bor}}\,\mathbb {R} ^{n}} och
- testmåttet för {\displaystyle F\in {\mathcal {F}}} är:

{\displaystyle \zeta (F)=\left\{{\begin{matrix}\left(\int _{G(n,m)}{\mathcal {H}}^{m}(P_{V}F)^{t}\,d\gamma _{n,m}(V)\right)^{1/t},&{\mbox{ om }}1\leq t<\infty \\{\mbox{ess sup}}\{{\mathcal {H}}^{m}(P_{V}F):V\in G(n,m)\},&{\mbox{ om }}t=\infty ,\end{matrix}}\right.}
där 
- mängden {\displaystyle G(n,m)\,} är Grassmannmångfalden,

- måttet {\displaystyle \gamma _{n,m}\,} är Grassmannmåttet,

- funktionen {\displaystyle P_{V}\,} är ortogonal projektionen över delrummet {\displaystyle V\in G(n,m)\,} och

- operatoren {\displaystyle \operatorname {ess} \sup } är väsentligt supremum med avseende på Grassmannmåttet {\displaystyle \gamma _{n,m}\,}.

Då är yttre Carathéodorymåttet det m-dimensionella yttre Favardmåttet med konstanten {\displaystyle t\,}:
{\displaystyle {\mathcal {C}}={\mathcal {I}}_{t}^{m}\,}.